# Žuti NIl
Žuti Nil je redovna epizoda strip serijala Marti Misterije premijerno objavljena u Srbiji u svesci #67. u izdanju Veselog četvrtka. Sveska je objavljena 15. juna 2023. Koštala je 490 din (4,1 €; 4,1 $). Imala je 162 strane.

## Originalna epizoda
Originalna epizoda pod nazivom Il Nilo gialo objavljena je premijerno u #345. regularne edicije Marti Misterije koja je u Italiji u izdanju Bonelija izašla 9. juna 2016. Epizodu je nacrtao Đankarlo Alesandrini, a scenario napisao Serđo Badino. Naslovnu stranu nacrtao Đankarlo Alesandrini. Koštala je 6,3 €.

## Kratak sadržaj
Flešbek, Egipat 1910. godine. Dok se Agata Kristi (tada Miler) opušta u kadi kupatila hotelske sobe, posluga je zatiče skoro nagu. Nakon što izađe sa majkom i drugaricama u šetnju na bazar, grupu žena napada lokalna banda, ali ih spašava mladić po imenu Nur. Agata se kasnije upušta u ljubavnu vezu s Nurom.
Greenway House, Engleska, 2016. godina. Marti Misterija i Dajana dolaze u muzej Agate Kristi da snime jednu epizodu serije Misterijine Misterije. Kustos Alastar vodi Martija u sobu puno neobjavljenih rukopisa Agate Kristi. Martija je najviše zainteresovao rukopis Sneg u pustinji u kome otkriva da je Agata pisala o nekim arheološkim otkrićima pre nego što su ona zvanično otkrivena. Recimo, „Pećina plivača“, koja se pominje u filmu Engleski pacijent ili legendarni grad Zerzura. Sve se nalazi u oblasti visoravni Gilf Kebir, koja spaja jugozapadni Egipat i jugoistočnu Libiju. Marti sa Alastarom kreće u ekspediciju da potraži ova mesta. Na aerodromu im je dodeljen mladi vodič po imenu Samir, koji je ekspert za radove Agate Kristi. Alastara ovo čudi. Kada ekspediciju napadne grupa razbojnika, Alastar optužuje Samira i zahteva da ih više ne vodi kroz pustinju.
Flešbek, 1922. godine. Agata nastavlja avanturu sa Nurom i sreće se s njim ponovo 1922. godine u Rodeziji (današnji Zimbabve) na Viktorijinim vodopadima. Nakon što joj je Nur spasio život, ona je ponovo morala da ga napusti.
2016. godina. Vođeni Samirom, Marti, Dajana i Alaster stižu u "Pećinu plivača" i dolaze do podzemnog grada Zerzure. Marti nagađa da je grad potonuo usled potresa zajedno sa Žutim Nilom. U tom trenutku se pojavljuju i Alastrerom brat Mič i Marti saznaje da je plan braće da iskoriste legedarni grad kako bi se izbavili iz dugova. Mič ne veruje Alasteru da će podeliti nagradu, te ga ubija na licu mesta.
Flešbek, 1925. godine. Agata zna da je muž vara i odlučuje da još jednom zakaže sastanak s Nurom, ovoga puta u hotelu Swan Hydro u gradiću Herogejt Nur je međutim imao nesreću (njegov brod je greškom potopljen) i nikada nije stigao u hotel, a gosti hotela su prepoznali Agatu 14.12.1926. godine.
2016. godina. Samir spasava Martija i Dajanu od Miča i njegovih kjudi, te mu objašnjava da je on unuk Nurovog rođenog brata (Nutr je njegov deda-stric), te da zna sve o detaljima Agatine posete Zerzuri i onome što je opisano u rukopisu Sneg u pustinji. Istovremeno, Samir je potomak ljudi-riba koji su nekada naseljavali Zerzuru, a od kojih je nastala egipatska civilzacija.

## Prethodna i naredna epizoda
Prethodna sveska Marti Misterije nosila je naziv Baron Minhauzen (#66), a naredna Šibalba (#68).